# Hämmerli (Waffenhersteller)

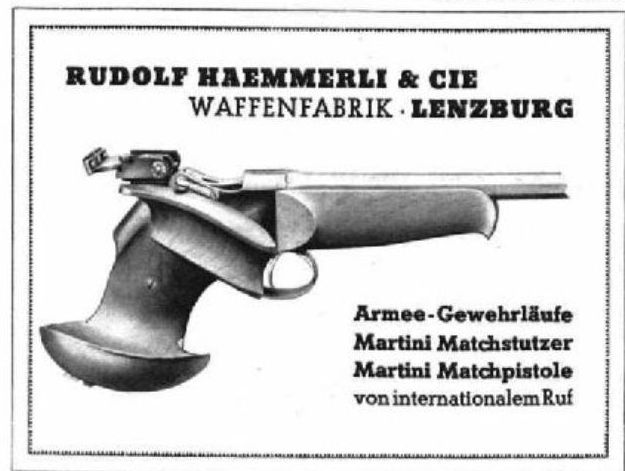
Anzeige für Haemmerli & Cie. von 1934

Hämmerli war ein Schweizer Waffenhersteller mit Sitz in Neuhausen am Rheinfall.
Seit 2006 ist Hämmerli eine Marke der deutschen Umarex. Produktion und Kundendienst für Hämmerli-Waffen liegen bei Walther in Ulm.

## Geschichte
Das Unternehmen wurde 1863 von dem Schlossermeister Johann Ulrich Hämmerli (1824–1891) in Lenzburg gegründet. Ab 1863 wurde die Eidgenössische Militärverwaltung beliefert. Sein Sohn Jeanot übernahm als Büchsenmacher 1876 zusammen mit Johann Hausch die Firma. So firmierte das Unternehmen unter Hämmerli & Hausch und ab 1921 als Rudolf Hämmerli & Co. Nach dem Tod des Inhabers Rudolf Hämmerli (1886–1946) wurde das Unternehmen 1946 zur Hämmerli & Co. AG, 1971 wurde es von der Schweizerischen Industrie-Gesellschaft (SIG) übernommen. Im Jahr 2000 wurde die Waffensparte der SIG an die Lüke- und Ortmeier-Holding verkauft und im gleichen Jahr Hämmerli als eigenständige Gesellschaft wiedergegründet. Die neue Hämmerli AG zog dann im Jahr 2001 von Zug an den Produktionsstandort in Lenzburg und wurde 2003 nach Neuhausen am Rheinfall verlegt. Der Standort Lenzburg wurde aufgegeben und die Gebäude auf dem traditionsreichen, 25000 m² grossen Gelände in eine andere Nutzung überführt. Die Firma Hämmerli fusionierte 2006 mit der SAN Swiss Arms AG und Umarex übernahm im gleichen Jahr von der Lüke- und Ortmeier-Gruppe die Marke Hämmerli.
Bekannt wurde Hämmerli durch den Bau von präzisen Sportwaffen für die Disziplinen Freie Pistole und Sportpistole, mit denen eine Vielzahl an nationalen und internationalen Wettbewerben gewonnen wurden. Vor diesem Hintergrund wurden die produzierten Sportwaffen auch in eine Verbots-Ausnahmeliste für olympische Sportwaffen des kalifornischen Department of Justice aufgenommen. Die bekannteste Modellserie des Unternehmens ist die gemeinsam mit Walther entwickelte Automatikpistole Hämmerli-Walther. Deren Entwicklung geht auf ein Lizenzabkommen vom März 1950 zurück, nach dem von Walther das Know-how für die Entwicklung automatischer Waffen an Hämmerli weitergegeben wurde. Bis in die 1960er Jahre zahlte Hämmerli aufgrund des Abkommens Tantiemen an Walther.
Neben Feuerwaffen entwickelte und baute Hämmerli in Tiengen auch Druckluftwaffen, mit denen bei Meisterschaften in den 1960er Jahren wiederholt grosse Erfolge erzielt wurden.

## Produkte

### Sportwaffen
Einschüssige Pistolen:
- Hämmerli Freie Pistole MP33
- Hämmerli Freie Pistole 100 (USA: Olympia Model 52 Match)
- Hämmerli Freie Pistole 101/102/103
- Hämmerli Freie Pistole 104/105
- Hämmerli Freie Pistole 106/107
- Hämmerli Sportpistole 120 lang und kurz
- Hämmerli Freie Pistole 150/151/152 Electronic
- Hämmerli Freie Pistole 160/162 Electronic
- Hämmerli Matchpistole FP 10 / FP 60

Mehrschüssige Pistolen:
- Hämmerli-Walther Olympia Pistole 200
- Hämmerli-Walther 201/202
- Hämmerli-Walther 203 / American Model 204/205
- Hämmerli Schnellfeuerpistole International 206/207
- Hämmerli Standardpistole 208/208s/211
- Hämmerli Schnellfeuerpistole 209/210
- Hämmerli Jägerschaftspistole 212
- Hämmerli Standard- und Sportpistole 214/215/215s
- Hämmerli Schnellfeuerpistole 230/232
- Hämmerli Sportpistole 280
- Hämmerli Schnellfeuerpistole SP20/SP20 RRS
- Hämmerli Sportpistole x-esse
- SIG Hämmerli Selbstladepistole P220 KK
- SIG Hämmerli Sportpistole P240

Luft- und Co2-Pistolen:
- Hämmerli P1
- Hämmerli Sparkler
- Hämmerli Single
- Hämmerli Master
- Hämmerli Rapid
- Hämmerli Duell
- Hämmerli Prinz
- Hämmerli 480/480K/480K2/480 Junior

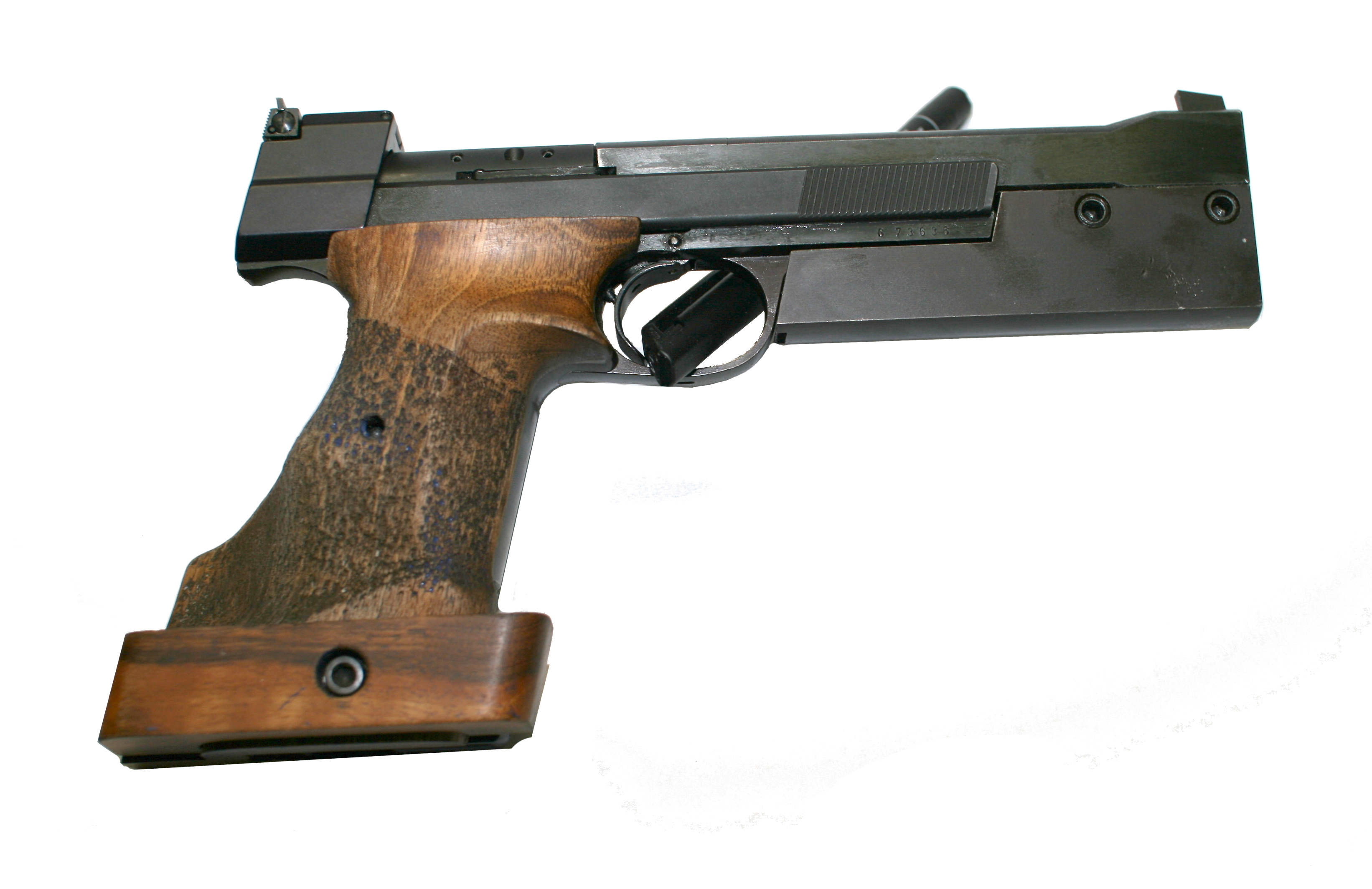
Pistole Hämmerli 215

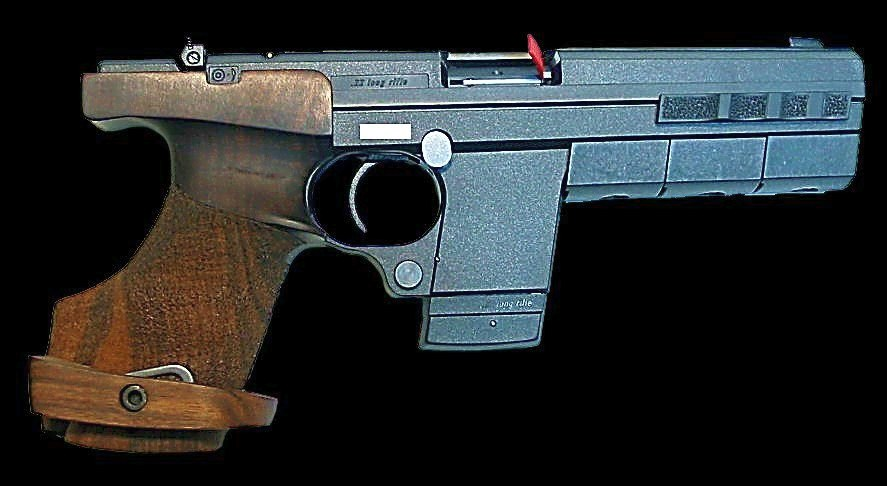
Hämmerli Kleinkaliber-Sport-Pistole 280

- Hämmerli AP40 Match/AP40 Junior

Revolver:
- Hämmerli Dakota
- Hämmerli Virginian

### Militärwaffen
Hämmerli stellte auch Komponenten wie Läufe und Ersatzteile für das Sturmgewehr 90 der Schweizerischen Armee her.

### Polizeiwaffen
Im Jahr 1956 wurde in Tiengen die «Hämmerli GmbH Tiengen» als Zweigniederlassung gegründet, um in der damaligen EWG sowie im EFTA-Raum tätig werden zu können. Ab 1979 wurde die Produktion von Verschlüssen und Ersatzteilen für die SIG-Sauer-Pistolen P220 und P225 aufgenommen. Diese von der SIG-Neuhausen entwickelten Waffen mit dem Kaliber 9 mm Parabellum wurden von der damaligen Tochtergesellschaft J. P. Sauer & Sohn unter Mitwirkung der Hämmerli GmbH Tiengen hergestellt und waren bis vor wenigen Jahren als Dienstwaffen bei deutschen Landespolizeien im Einsatz.